# Кано, Дзигоро
Кано́ Дзигоро́ (яп. 嘉納 治五郎 Кано: Дзигоро:), (28 октября 1860 — 4 мая 1938) — мастер боевых искусств, создатель дзюдо, основатель школы Кодокан.

## Биография

### Юношество и образование
Кано родился 28 октября в 1860 году в городе Микаге (яп. 御影村, в настоящее время Хигасинада-ку, Кобе), недалеко от Киото. В 1871 году, когда Кано было 10 лет, умерла его мать и его семья переехала в Токио. У Кано были способности к изучению языков, и в возрасте 15 лет он начал посещать школу иностранных языков в Токио. В 1877 году Кано поступил в Токийский университет, где изучал философию и политические науки.
В юношестве Кано был физически слаб и не выделялся хорошим телосложением, что давало повод для издёвок со стороны его сверстников. Кано решил самостоятельно начать развиваться и в возрасте 17 лет начал заниматься дзюдзюцу (джиу-джитсу). Дзюдзюцу в то время в Японии было распространённым видом единоборства, но после реставрации Мэйдзи переживало не лучшие времена. Впоследствии в основу техник дзюдо легли элементы борьбы из дзюдзюцу.
Сначала Кано обратился с просьбой обучить его дзюдзюцу к Рюси Катагири. Но первое серьёзное обучение он прошёл у Хатиносукэ Фукуды, в додзё которого обучался стилю Тэндзин Синъё-рю. В дальнейшем Кано продолжил обучение у Масамото Исо, а с 1881 года стал изучать стиль Кито-рю под руководством мастера Цутэноси Инкубо.

### Дзюдо Кодокан и создание дзюдо
При развитии бросковых техник Кано пришёл к мысли реформировать дзюдзюцу. Кано хотел с помощью новой техники, базировавшейся на научных наблюдениях, добиться объединения ума и духа у своих учеников. Опасные техники, ведущие к травмам, Кано исключал из программы, стараясь создать новый, эффективный вид борьбы.
В 1881 году Кано окончил университет и вскоре поступил на должность учителя литературы в школу для детей из привилегированных семей. В феврале 1882 года Кано открыл своё додзё; эта дата считается датой основания Кодокан дзюдо. В самом начале у Кано было девять учеников и зал размером на 12 татами.
Новое искусство дзюдо стало распространяться лишь тогда, когда ученики Кано в 1885—1888 годах во время турниров, проводимых под эгидой Полицейского управления Токио, сумели неоднократно победить в соревнованиях с представителями различных школ дзюдзюцу. В связи с такими успехами школа дзюдо стала распространяться по Японии довольно быстро. В 1907 году дзюдо, наряду с кэндо, ввели в программу общеобразовательных средних школ, а затем оно постепенно получило распространение в полиции и армии.
Кано вкладывал много смысла в дисциплину и был очень строг. С другой стороны, его ученики не должны были платить за своё обучение и откупались рисом и чаем. Он даже предоставлял своим ученикам одежду для тренировок, которую сам шил.
В 1891 году женился на Сумако Такэдзо, дочери бывшего японского посла в Корее.
В 1909 году Дзигоро Кано как руководитель самой влиятельной японской спортивной организации был избран членом Международного олимпийского комитета.
В 1911 году Кано основал Японскую спортивную ассоциацию и был выбран на пост её президента.
В 1919 был назначен президентом Японской атлетической организации.
В 1938 году, 4 мая, Кано умер от воспаления лёгких в возрасте 77 лет, возвращаясь в Японию после участия в Генеральной ассамблее МОК в Каире, на борту лайнера Хикава Мару (за два дня до прибытия в порт Иокогамы).

## Награды
- Памятная медаль в честь вступления в действие императорской конституции 2 степени (29 ноября 1889)[10]
- Орден Священного сокровища 6 класса (25 декабря 1896)[11]
- Орден Священного сокровища 5 степени (28 декабря 1898)[12]
- Орден Священного сокровища 4 класса (27 декабря 1902)[13]
- Орден Священного сокровища 3 класса (27 декабря 1906)[14]
- Орден Священного сокровища 2 класса (26 октебря 1911)[15]
- Памятная медаль в честь восшествия на престол императора Тайсё
- Медаль «В память Восшествия на Престол Императора Сёва» (10 ноября 1928)
- Орден Восходящего солнца 2 степени (24 мая 1919)[16]
- Орден Священного сокровища 1 класса (16 января 1920)[17]
- Медаль «В ознаменование восстановления имперской столицы» (1 мая 1931)
- Памятная медаль в честь переписи населения в Корее (1 октября 1932)
- Орден Восходящего солнца 1 степени (4 мая 1938)
- Орден Двойного дракона 2 степени (21 октября 1899)
- Медаль «Основание государства» (1 марта 1934)
- Медаль «Визит Императора в Японию» (21 сентября 1935)